# Dendronephthya jucunda
Dendronephthya jucunda is een zachte koraalsoort uit de familie Nephtheidae. De koraalsoort komt uit het geslacht Dendronephthya. Dendronephthya jucunda werd in 1960 voor het eerst wetenschappelijk beschreven door Tixier-Durivault & Prevor. 